# Euphorbia stapfii
Euphorbia stapfii är en törelväxtart som beskrevs av Alwin Berger. Euphorbia stapfii ingår i släktet törlar, och familjen törelväxter.
Artens utbredningsområde är Uganda. Inga underarter finns listade i Catalogue of Life.